# Gustave de Beaumont

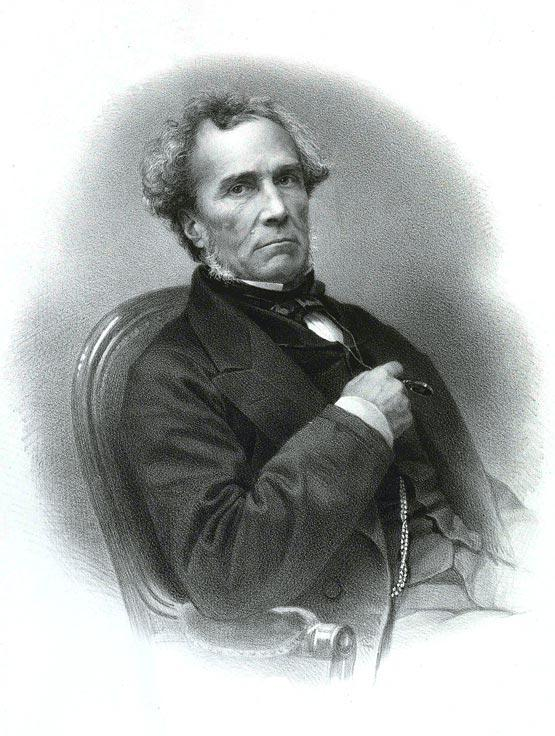
Gustave Auguste de la Bonninière de Beaumont, 1848

Gustave Auguste de la Bonninière de Beaumont (* 6. Februar 1802 in Beaumont-la-Chartre, Département Sarthe; † 31. März 1866 in Tours) war ein französischer Publizist und Politiker.

## Leben
Beaumont wurde als letztes Kind des Herzogs Jules de Beaumont und Rose Préau de la Baraudière im Schloss Château de La Borde in Beaumont-la-Chartre (Sarthe), im Tal der Loire, geboren, wo er auch seine Kindheit verbrachte.
Von 1826 bis zu seiner Reise mit Alexis de Tocqueville nach Amerika (1831–1832) arbeitete er als Prokurator des Königs am erstinstanzlichen Gericht in Versailles. 1836 heiratet er Clémentine Motier de La Fayette. Ab 1839 wird er mehrere Male zum Abgeordneten gewählt. In der republikanischen verfassunggebenden Nationalversammlung von 1848 bekleidete er das Amt des Vizepräsidenten und war Mitglied in der Kommission zur Ausarbeitung einer neuen Verfassung. Er wurde im gleichen Jahr Botschafter Frankreichs in London, 1849 wurde er nach Wien berufen, bevor er am 2. Dezember 1851 beim Staatsstreich von Napoléon III. verhaftet wurde und sich aus der Politik zurückzog.
Zu seinem publizistischen Werk gehören Schriften zu Amerika – insbesondere zum Thema der Sklaverei –, die er zusammen mit seinem Reisegefährten Alexis de Tocqueville verfasste, sowie eine frühe sozialpolitische Studie über Irland. Sein Roman Marie; ou, L’Esclavage aux États-Unis (1835) gilt als frühestes Beispiel einer sogenannten passing novel.

## Werk
- Du système pénitentiaire aux Etats-Unis et son application en France, zusammen mit Alexis de Tocqueville (1832)
- Marie ou l’esclavage aux États-Unis. Tableau de moeurs américaines. (1835)
- L’Irlande sociale, politique et religieuse. (1839)